# Floricomus plumalis
Floricomus plumalis là một loài nhện trong họ Linyphiidae.
Loài này thuộc chi Floricomus. Floricomus plumalis được Crosby miêu tả năm 1905.